# Naine T

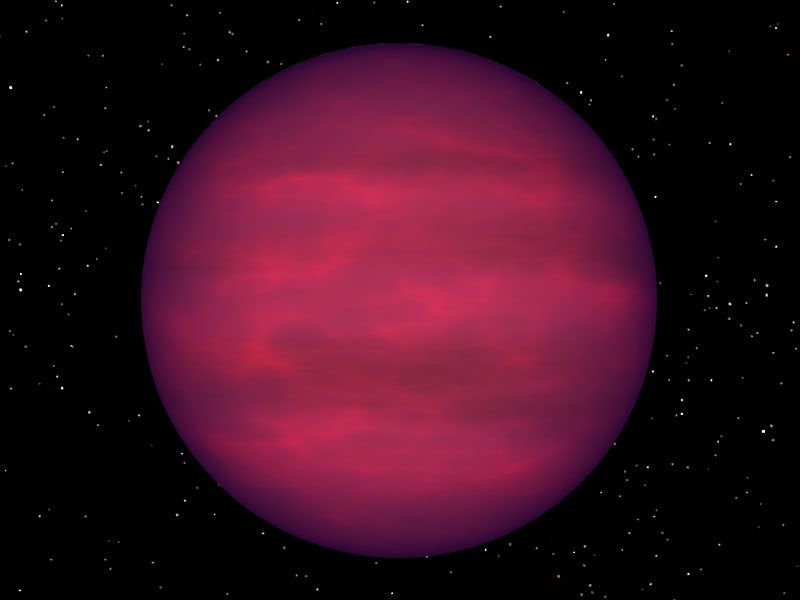
Vue d'artiste d'une naine brune de type spectral T.

Une naine T est un astre de type spectral T, de masse substellaire. Il s'agit donc d'une naine brune, de température inférieure à celle d'une naine L, mais supérieure à celle d'une naine Y. Ces étoiles sont à peine assez massives pour réaliser des réactions de fusion nucléaire, et beaucoup en sont complètement dépourvues. Elles sont ainsi particulièrement froides, leur température de surface étant comprise entre 750 K et 1 200 K, et n'émettent pas ou peu de lumière visible : elles dominent dans le domaine des infrarouges. Ces faibles températures permettent la synthèse de molécules complexes, dont la présence est confirmée par l'observation de raies de méthane ou de monoxyde de carbone dans le spectre de ces étoiles.
En novembre 2012, plus de 350 étoiles de type spectral T sont connues.
Cette extension à la classification de Morgan et Keenan a été proposée à la fin des années 1990.